# السکوپ
السکوپ (به آلمانی: Elskop) یک شهر در آلمان است که در اشتاینبورگ (آلمان) واقع شده‌است.
 السکوپ  ۱۴۸ نفر جمعیت دارد.